# Filippo Ferraro
Filippo Ferraro (Padova, 26 settembre 1986) è un conduttore radiofonico e conduttore televisivo italiano.

## Carriera radiofonica
Inizia la sua carriera nel 2008, trasmettendo nei weekend e nel programma serale "l'insolito" sulla veneta Radio Bellla & Monella. Nell'estate 2010 passa a Radio Piterpan conducendo ogni pomeriggio la trasmissione Are you Piter?. Nell'estate 2017, a seguito della vittoria nel talent radiofonico RDS academy, entra a fare parte del network RDS. Debutta insieme a Marlen Pizzo nella fascia serale e per un breve periodo conduce insieme a Max Del Buono la fascia 05:00 - 09:00 nel weekend. Successivamente passa nella fascia 01:00 - 05:00 dal martedì al sabato dove conduce insieme a Danny Virgillo il programma notturno I guerrieri della notte di RDS. Dal 26 aprile 2021 a novembre 2022 conduce in coppia con Giuditta Arecco su RDS la fascia 19:00-22:00 dal lunedì al giovedì e quella 17:00-21:00 la domenica. Conduce numerosi showcase organizzati dall'emittente sempre insieme a Giuditta Arecco. Prende il suo posto nella trasmissione "I guerrieri della notte", sempre insieme a Danny Virgillo, Alessandro Corsi. 
Da novembre 2022 affianca Francesca Romana D'Andrea nella fascia 22-1 dal lunedì al giovedì e la domenica dalle 13 alle 17 

## Carriera televisiva
A 19 anni nel 2007 conduce programmi su [3]channel, canale di Sky. È autore e conduttore della trasmissione "I ragazzi sono in giro", conduce "Cortina Incontra" dove intervista Giovanni Allevi, Christian De Sica, Gianni Alemanno, Tiberio Timperi. Nell'estate 2008 è il conduttore dei Backstage del Festivalshow, in onda su Rete Veneta. Nel 2009 presenta ogni pomeriggio su Coming sono television il programma "Pandora" in coppia con Samanta Piccinetti. Nell'estate Nell'estate 2011, e per le successive 4 edizione, conduce in prima serata "Miss Antenna 3" su Antenna 3 Nordest, il canale più seguito del Nordest. Nell'estate 2016 conduce i 4 speciali de "Festivalshow" in onda su RealTime, canale 31 del digitale, lanciando e intervistando i cantanti in gara da Al bano a Max Pezzali, Fabio Rovazzi, Elodie, Elisa e molti altri. Nell'estate 2013 e per le successive 5 edizioni conduce "Festival Ballet" in onda su Gold tv e Nuvolari, in coppia per due edizioni con Claudio Guerrini e per una con Chiara De Pisa. Nell'estate 2017 partecipa da concorrente, superando un casting di oltre 3000 persone, al talent televisivo RDS Academy, dove 9 partecipanti si sfidano in prove radiofoniche giudicati da Anna Pettinelli, Matteo Maffucci e Giuseppe Cruciani. La finale, in onda in prima serata su Real Time, lo vede vincitore davanti a Vittoria Marletta e Davide Damiani. Ha anche fatto piccole partecipazioni nei programmi Ballerini in onda su Mtv, Come tu mi vuoi in onda su Italia 1 con Belen e Miss Italia 2018 in onda su La7 come inviato di RDS.

## Eventi
Conduce eventi in tutta Italia fin da giovanissimo, iniziando nel 2010 con concorsi di danza Danza Dance, organizzati da Irene Romano, a Padova, Vicenza, Milano, Roma, Napoli, Modena. Proprio in questi eventi conosce e inizia una importante e duratura collaborazione con Simone Ranieri della The Fan events, conducendo nel corso di 8 anni:Milano Danza expo, la fiera nazionale della danza alla fiera di Novegro per 3 edizioni;Milano hip hop festival per 5 edizioni; Festival Ballet a Massa per 5 anni, Milano Spring parade, evento street all'idroscalo di Milano con concerti, eventi, concorsi per 2 edizioni; Performer, show con artisti protagonisti di talent televisivi come i da Move e Francesca Mottola; show case e firmacopie di molti artisti come Giusy Ferreri, Alessandro Borghese, Anna Tatangelo, Annalisa, Gue Pequeno e molti altri; Dance crew Selecta, talent ideato dal coreografo Etienne Jean Marie, in onda su Antenna tre Nordest. Collabora con l'agenzia KaMIi.La conducendo eventi per Lego, Warner Bros., 2k, Tempo soprattutto al Lucca comics (per 6 edizioni) e Milano Games week. Dal 2010 è animatore degli eventi di radio piterpan, in tutto il nordest, come Piterpan Impatto, Party people, capodanni in piazza (Treviso, Portogruaro, Padova). Dal 2011ad oggi presenta le tappe regionali di Miss stella del Mare. È stato, per 2 edizioni,  presentatore del FestivalShow per 10 tappe, tra cui all'Arena di Verona. Nella stagione 2017/2018 è voce ufficiale allo stadio Penzo del Venezia FC. Dal 2017 è uno degli speaker agli eventi di RDS, aprendo i concerti di Vasco Rossi a Torino, e Negramaro a Lecce, Messina e Pescara, conducendo il tour per Swatch, presentando per i social di RDS la Milano Marathon, animando il villaggio della RDS bike week, facendo l'inviato a Miss Italia e alla Venice Marathon. Nell'ottobre 2018 presenta la finale di Miss Stella del mare a bordo di Costa.

## Radio
- Radio Bellla & Monella  (2008-2010)
- Radio Piterpan (2010-2017)
- RDS (2017-oggi)

## Programmi radiofonici
- Danny & Filippo - I Guerrieri Della Notte di RDS, con Filippo Ferraro e Danny Virgillo

Dal lunedì al venerdì dall'1 alle 5 su RDS (2018-2021)
- Filippo & Giuditta - con Filippo Ferraro e Giuditta Arecco

Dal lunedì al giovedì dalle 19 alle 22 e la domenica dalle 17 alle 21 su RDS (26 aprile 2021-27 novembre 2022)
- Filippo & Francesca Romana - con Filippo Ferraro e Francesca Romana D'Andrea

Dal lunedì al giovedì dalle 22 all'1 di notte e la domenica dalle 13 alle 17 su RDS 100% Grandi Successi
Alessandro & Filippo (RDS) (Lun-Gio 01:00-05)

## Programmi televisivi
- Programmi vari ([3]channel - 2007-2009)
- Pandora (Coming soon Television 2009-2010)
- Miss Antenna tre (Antenna tre nordest 2011-2015)
- Festival Ballet (Gold tv, Nuvolari 2014- 2018)
- Come tu mi vuoi (Italia 1 2015)
- Festival Show (Real Time - 2016)
- RDS academy (Real Time - 2017)
- Semi finale Miss Italia (La7 - 2018)
- RDS Top Chart (RDS Social TV - 2021/2022)